# Fiat Bravo/Brava
Fiat Bravo і Fiat Brava — невеликі сімейні автомобілі, що випускалися компанією Fiat з 1995 по 2001 рік. 
У 2007 році назву Bravo отримав новий автомобіль, що прийшов на заміну Stilo; цей автомобіль не має трьохдверного варіанту. 

## Опис

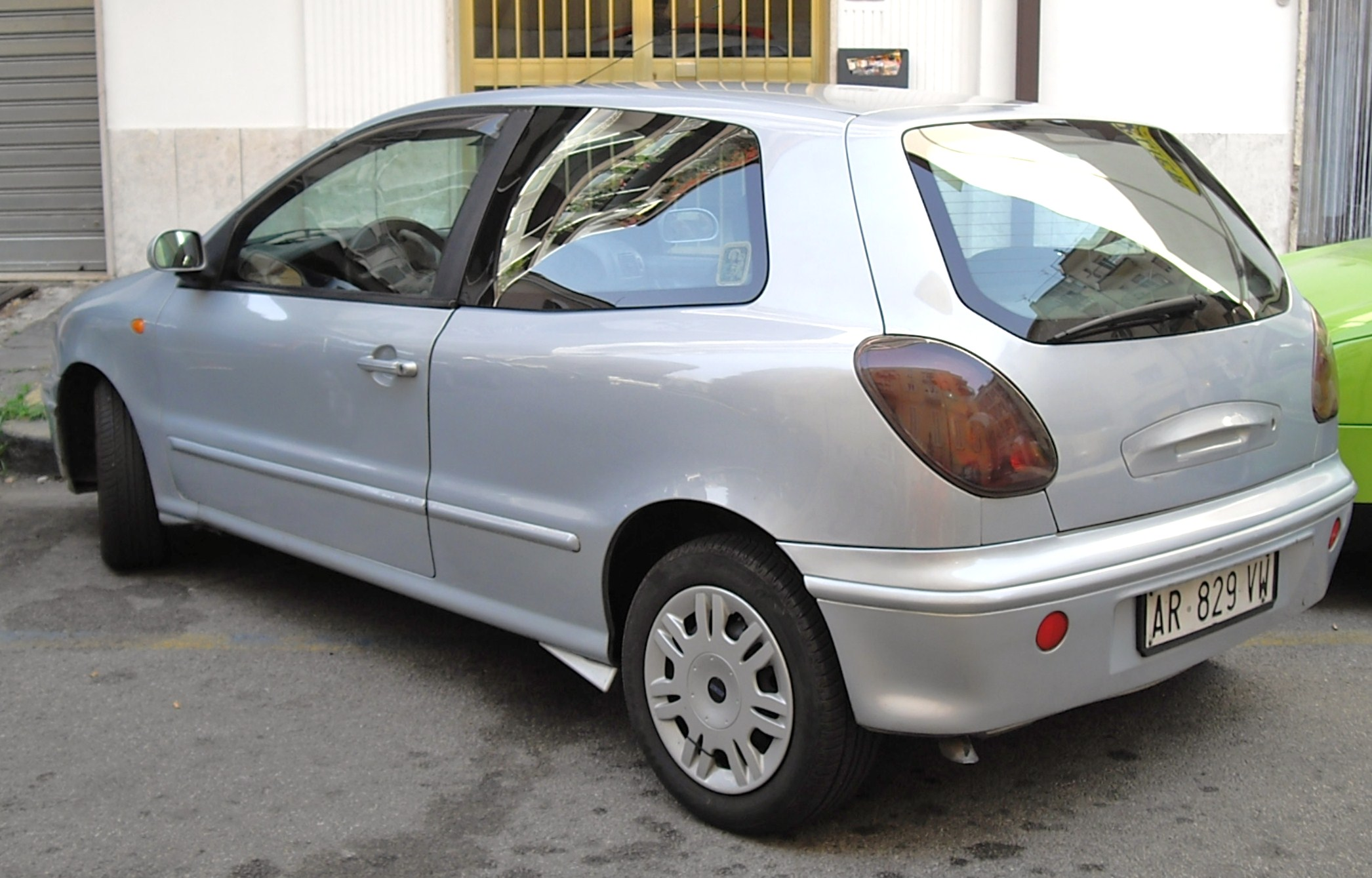
Fiat Bravo

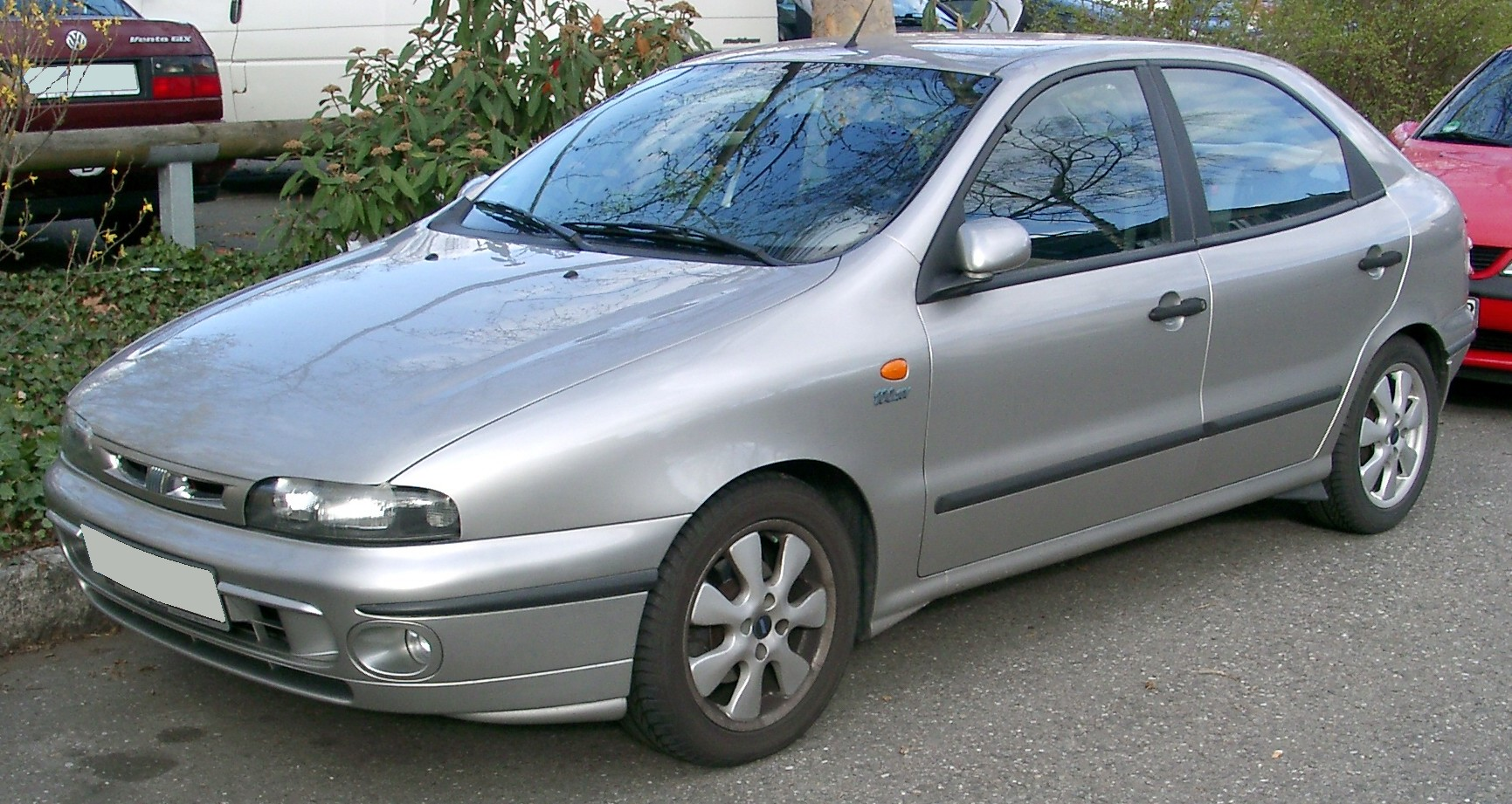
Fiat Brava

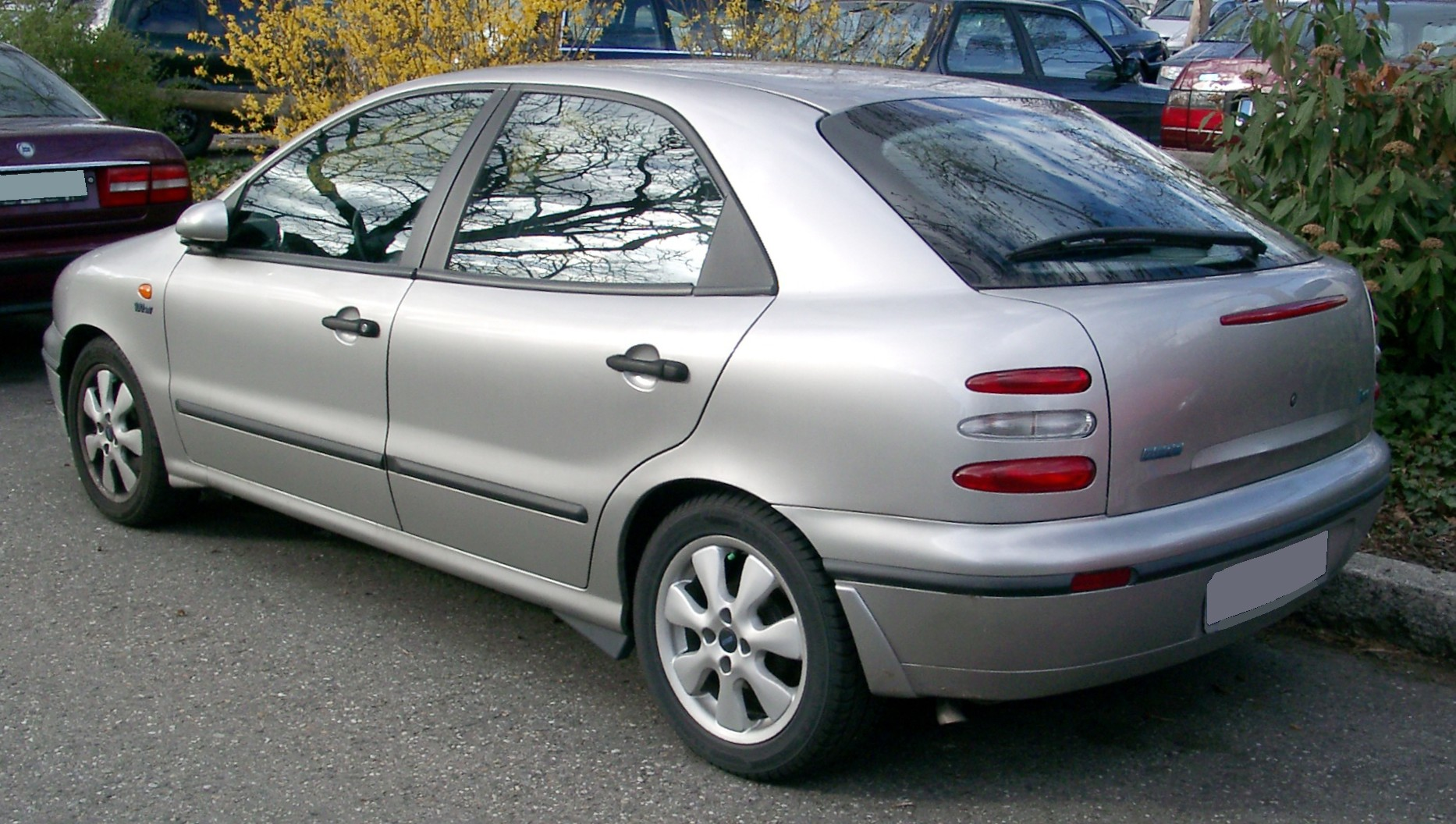
Fiat Brava

Спочатку, моделі Brava/Bravo були різними модифікаціями одного і того ж автомобіля: Bravo - трьохдверний хетчбек, Brava - довший 5-дверний хетчбек. У США під назвою Brava раніше випускався Fiat 131.
Bravo і Brava Mark 1 прийшли на заміну застарілої моделі Tipo. Для цих автомобілів були розроблені нові двигуни. Базовий, об'ємом 1.4 л 12-клапанний, потужністю 80 к.с. і ще три бензинові двигуни: 1,6 л, 16-ти клапанний, потужністю 103 к.с., 1,8 л, 16-ти клапанний, потужністю 113 к.с. і 2.0 л, 20-ти клапанний R5, для моделі HGT, потужністю 147 к.с, що дозволяв розвивати швидкість до 213 км/год. У 1999 році з появою моделі HGT 155 потужність двигуна зросла до 155 к.с. Також були доступні і два дизельні двигуни - обидва об'ємом 1,9 л, потужністю 75 і 100 к.с.
Салон  Fiat Brava поєднує в собі якість, комфорт та ергономіку. Сидіння автомобіля комфортні і забезпечують відмінну бічну і поперекову підтримку. Сидіння водія розміщене оптимально і забезпечує хороший огляд, рульове колесо у  Fiat Brava досить чутливе, але замість 4 поворотів «від упору до упору» в автомобілях гольф-класу проробляє тільки 3. Коробка передач також цікава - вона виконана з короткими ходами важеля. Салон Fiat Brava, на жаль, не відрізняється особливою шумоізоляцією, оскільки під час їзди шум від роботи двигуна відчутний. Автомобіль відрізняється досить містким багажником, об'ємом 379 літрів, що робить його ще і практичним. 
Bravo/Brava був обраний Європейським автомобілем року в 1996 році.
У 1996 на основі платформи Bravo/Brava були випущені седан і універсал під назвою Fiat Marea, а в 1998 році - Fiat Multipla - шестимісний мінівен.
Bravo/Brava піддалися деякій модернізації в 1999 році, на заміну двигуну 1,4 л прийшов 16-ти клапанний двигун об'ємом 1,2 л від Fiat Punto; також модернізована панель приладів. Також на заміну одному з дизельному двигуну прийшов двигун об'ємом 1,9 л, потужністю 105 к.с.
Виробництво моделі Bravo/Brava було закінчено в Європі в кінці 2001 року, на його зміну прийшов автомобіль Fiat Stilo.
Всього було виготовлено 1 235 496 автомобілів.

## Двигуни
| Модель      | Об'єм     | Циліндри  | Потужність        | Роки виробництва |
| Бензинові   | Бензинові | Бензинові | Бензинові         | Бензинові        |
| ----------- | --------- | --------- | ----------------- | ---------------- |
| 1.2 16V     | 1242 cm³  | 4         | 59 kW (80 к.с.)   | 10/2000–10/2001  |
| 1.2 16V     | 1242 cm³  | 4         | 60 kW (82 к.с.)   | 12/1998–10/2000  |
| 1.4 12V     | 1370 cm³  | 4         | 55 kW (75 к.с.)   | 10/1995–12/1997  |
| 1.4 12V     | 1370 cm³  | 4         | 59 kW (80 к.с.)   | 12/1997–11/1998  |
| 1.6 16V     | 1581 cm³  | 4         | 66 kW (90 к.с.)   | 10/1995–11/1998  |
| 1.6 16V     | 1581 cm³  | 4         | 76 kW (103 к.с.)  | 03/1996–10/2000  |
| 1.6 16V     | 1596 cm³  | 4         | 76 kW (103 к.с.)  | 10/2000–10/2001  |
| 1.8 16V     | 1747 cm³  | 4         | 83 kW (113 к.с.)  | 10/1995–10/2000  |
| 2.0 HGT 20V | 1998 cm³  | 5         | 108 kW (147 к.с.) | 10/1995–07/1998  |
| 2.0 HGT 20V | 1998 cm³  | 5         | 113 kW (154 к.с.) | 07/1998–10/2000  |
| Дизельні    |           |           |                   |                  |
| 1.9 D       | 1929 cm³  | 4         | 48 kW (65 к.с.)   | 10/1995–12/1997  |
| 1.9 TD 75   | 1910 cm³  | 4         | 55 kW (75 к.с.)   | 03/1996–10/2000  |
| 1.9 TD 100  | 1910 cm³  | 4         | 74 kW (100 к.с.)  | 03/1996–11/1998  |
| 1.9 JTD     | 1910 cm³  | 4         | 74 kW (100 к.с.)  | 10/2000–10/2001  |
| 1.9 JTD 105 | 1910 cm³  | 4         | 77 kW (105 к.с.)  | 12/1998–10/2000  |